# Capercaillie (band)
Capercaillie er et skotsk folkemusikband, der blev grundlagt i 1984 af Donald Shaw og som er ledet af Karen Matheson. Bandet optræder med traditionelle gæliske sange og moderne sang på engelsk. Gruppen tilpasser traditionel gælisk musik og traditionelle sangtekster til moderne produktionsteknikker og instrumenter som elektrisk guitar, basguitar, og i nogle tilfælde også synthesizers eller trommemaskine. Capercaillie er blevet rost for at have "forbløffende musikalsk behændighed" og for "den uforlignelige stemme af medstifter Karen Matheson. Bredt anerkendt som en af de bedste gæliske sangere, der lever i dag".
Gruppen har solgt over 1 million albums på verdensplan, og har haft tre albums som har solgt sølv og ét album, der har solgt guld i Storbritannien. BBC har beskrevet dem at have "opnået enorm global succes både som gruppe og som individuelle musikere."

## Medlemmer

### Nuværende medlemmer
- Karen Matheson – vokal (1984 – nu)
- Charlie McKerron – violin (1986 – nu)
- Michael McGoldrick – fløjte, uilleann pipes (1997 – nu)
- Manus Lunny – bouzouki, guitar (1989 – nu)
- Donald Shaw – keyboards, harmonika (1984 – nu)
- Ewen Vernal – bas (1998 – nu)
- David "Chimp" Robertson – percussion (1997 – nu)
- Che Beresford – trommer (1998 – nu)
- James Mackintosh – trommer (1992 – 1993, 2000, 2013)

- Karen Matheson
- Donald Shaw
- Charlie McKerron
- Manus Lunny
- Ewen Vernal
- Michael McGoldrick
- David Robertson
- Che Beresford

### Tidligere medlemmer
- Marc Duff – fløjte, recorder, wind synthesizer, bodhrán (1984–1995)
- Fred Morrison – Highland small pipes og low whistle (1995–1997)
- John Saich – bas, guitar (1988–1998)
- Shaun Craig – guitar, bouzouki (1984–1988)
- Anton Kirkpatrick – guitar (1988–1989)
- Martin MacLeod – bas, violin (1984–1988)
- Joan Maclachlan – violin, vokal (1984–1986)

## Diskografi

### Studiealbums
- Cascade (1984)
- Crosswinds (1987)
- Sidewaulk (1989)
- Delirium (1991)
- Secret People (1993)
- To the Moon (1995)
- Beautiful Wasteland (1997)
- Nàdurra (2000)
- Choice Language (2003)
- Roses and Tears (2008)
- At the Heart of It All (2013)

### Livealbums
- Live in Concert (2002)

### Soundtrack albums
- The Blood Is Strong (1988)
- Glenfinnan (Songs of the '45) (1998, indspillet i 1995)

### Remix albums
- Get Out (1992) (opsamlingsalbum med B-sider, remix og ikke-udgivne studie- og livenumre)
- Capercaillie (1994) (opsamlingsalbum med remixede numre )

### Opsamlingsalbums
- Dusk till Dawn: The Best of Capercaillie (1998)
- Waulk Roots (1998) numre fra tidligere albums Crosswinds og Sidewaulk
- Grace and Pride: The Anthology 2004-1984 (2004)